# GENT
GENT（ジェント・じぇんと）は、ソフトバンクモバイルが熟年層をターゲットとして販売している携帯電話のシリーズの名称である。端末はシャープ製。

## 概要
- 基本的機能が充実している812SHを熟年層向けに機能、概観を一部変更させて初代「GENT」として「812SH s」が発売された。
- のちに、GENTシリーズがターゲットとする年層よりも高い年層をターゲットとした「かんたん携帯」シリーズが販売されている。こちらのシリーズは、シャープ製端末も存在するが、シャープ製端末だけではない。
- 812SHと812SH sを比較すると、キー部分は、数字のプリント文字は大きく、そして太くなり、「CLEAR/BACK」キーは、「戻る」というように日本語表記に変更され、また、「メール」キーも、手紙のマークから、カタカナ表記へ変更されている。それ以外のキーに関しても見やすい工夫がされている。
- 812SH sIIは、812SHでは液晶部分に表示するメインメニュー画面は、4×3のメニューで構成されているが、見易さ重視により、3×3のメニュー構成になった。

## 機種
- SoftBank 812SH s - 812SHがベース。
- SoftBank 812SH sII - 812SHsがベース。
- SoftBank 830SH s - 830SHがベース。
- SoftBank 831SH s - 831SHがベース。GENTシリーズ初のワンセグ搭載端末。
- SoftBank 832SH s - 832SHがベース。
- SoftBank 841SH s - 841SHがベース。GENTシリーズ初の防水・防塵対応端末。

## その他
- 830SHsは、上記のようにベースになっているのは830SHであり、そのベースは、812SHである。また812SHs、812SHsIIは、812SHがベースなので、左記の三機種は、外見から区別することは難しい。（開いた時テンキーの下に書かれている携帯電話の型番を見れば、判断ができる。）また、カラーバリエーションも同じである。